# Arrondissement di Charolles
L'arrondissement di Charolles è una suddivisione amministrativa francese, situata nel dipartimento della Saona e Loira e nella regione della Borgogna-Franca Contea.

## Composizione
L'arrondissement di Charolles raggruppa 136 comuni in 13 cantoni:
- cantone di Bourbon-Lancy
- cantone di Charolles
- cantone di Chauffailles
- cantone di La Clayette
- cantone di Digoin
- cantone di Gueugnon
- cantone di La Guiche
- cantone di Marcigny
- cantone di Palinges
- cantone di Paray-le-Monial
- cantone di Saint-Bonnet-de-Joux
- cantone di Semur-en-Brionnais
- cantone di Toulon-sur-Arroux